# Route nationale 766
Pour les articles homonymes, voir Route 766.
La route nationale 766 ou RN 766 était une route nationale française reliant Seiches-sur-le-Loir à Blois. À la suite de la réforme de 1972, elle a été déclassée en RD 766.

## Ancien tracé de Seiches-sur-le-Loir à Blois (D 766)
- Seiches-sur-le-Loir
- Jarzé (Jarzé-Villages)
- Échemiré (Baugé-en-Anjou)
- Baugé (Baugé-en-Anjou)
- Auverse (Noyant-Villages)
- Noyant (Noyant-Villages)
- Château-la-Vallière, où elle rencontrait la RN 159
- Neuillé-Pont-Pierre
- Beaumont-la-Ronce (Beaumont-Louestault)
- Saint-Laurent-en-Gâtines
- Château-Renault
- Saint-Nicolas-des-Motets
- Herbault
- Orchaise (Valencisse)
- Molineuf (Valencisse)
- Blois